# Wereldkampioenschappen langlaufen 2013
De wereldkampioenschappen langlaufen 2013 werden van 20 februari tot en met 3 maart 2013 gehouden in Val di Fiemme.

## Wedstrijdschema
| Datum       | Tijd          | Mannen                   | Vrouwen                  |
| ----------- | ------------- | ------------------------ | ------------------------ |
| 20 februari | 12:45 / 10:45 | 10 km (vrije stijl) (Q)  | 5 km (vrije stijl) (Q)   |
| 21 februari | 10:45 12:45   | Sprint (klassiek)        | Sprint (klassiek)        |
| 23 februari | 14:15 / 12:45 | 30 km achtervolging      | 15 km achtervolging      |
| 24 februari | 10:00 12:00   | Teamsprint (vrije stijl) | Teamsprint (vrije stijl) |
| 26 februari | 12:45         |                          | 10 km (vrije stijl)      |
| 27 februari | 12:45         | 15 km (vrije stijl)      |                          |
| 28 februari | 12:45         |                          | 4×5 km estafette         |
| 1 maart     | 13:30         | 4×10 km estafette        |                          |
| 2 maart     | 12:15         |                          | 30 km (klassiek)         |
| 3 maart     | 12:30         | 50 km (klassiek)         |                          |

## Uitslagen

### Sprint
| Mannen (klassieke stijl) | Mannen (klassieke stijl) | Mannen (klassieke stijl) | Mannen (klassieke stijl) |
| #                        | Naam                     | Land                     | Tijd                     |
| ------------------------ | ------------------------ | ------------------------ | ------------------------ |
| Goud                     | Nikita Krjoekov          | RUS                      | 3.30,4                   |
| Zilver                   | Petter Northug           | NOR                      | + 0,3                    |
| Brons                    | Alex Harvey              | CAN                      | + 0,8                    |
| 4                        | Emil Jönsson             | SWE                      | + 2,6                    |
| 5                        | Pål Golberg              | NOR                      | + 9,2                    |
| 6                        | Eirik Brandsdal          | NOR                      | + 27,1                   |
| Halvefinalisten          |                          |                          |                          |
| 7                        | Calle Halfvarsson        | SWE                      |                          |
| 8                        | Toni Ketelä              | FIN                      |                          |
| 9                        | Ola Vigen Hattestad      | NOR                      |                          |
| 10                       | Fabio Pasini             | ITA                      |                          |
| 11                       | Aleksej Poltoranin       | KAZ                      |                          |
| 12                       | Federico Pellegrino      | ITA                      |                          |

| Vrouwen (klassieke stijl) | Vrouwen (klassieke stijl) | Vrouwen (klassieke stijl) | Vrouwen (klassieke stijl) |
| #                         | Naam                      | Land                      | Tijd                      |
| ------------------------- | ------------------------- | ------------------------- | ------------------------- |
| Goud                      | Marit Bjørgen             | NOR                       | 3.16,6                    |
| Zilver                    | Ida Ingemarsdotter        | SWE                       | + 2,3                     |
| Brons                     | Maiken Caspersen Falla    | NOR                       | + 3,7                     |
| 4                         | Katja Visnar              | SLO                       | + 4,6                     |
| 5                         | Stina Nilsson             | SWE                       | + 4,9                     |
| 6                         | Justyna Kowalczyk         | POL                       | + 6,3                     |
| Halvefinalisten           |                           |                           |                           |
| 7                         | Mona-Liisa Malvalehto     | FIN                       |                           |
| 8                         | Alena Prochazková         | SVK                       |                           |
| 9                         | Kerttu Niskanen           | FIN                       |                           |
| 10                        | Denise Herrmann           | GER                       |                           |
| 11                        | Charlotte Kalla           | SWE                       |                           |
| 12                        | Nicole Fessel             | GER                       |                           |

### Intervalstart
| Mannen 15 km (vrije stijl) | Mannen 15 km (vrije stijl) | Mannen 15 km (vrije stijl) | Mannen 15 km (vrije stijl) |
| #                          | Naam                       | Land                       | Tijd                       |
| -------------------------- | -------------------------- | -------------------------- | -------------------------- |
| Goud                       | Petter Northug             | NOR                        | 34.37,1                    |
| Zilver                     | Johan Olsson               | SWE                        | + 11,8                     |
| Brons                      | Tord Asle Gjerdalen        | NOR                        | + 22,3                     |
| 4                          | Ivan Babikov               | CAN                        | + 53,6                     |
| 5                          | Sjur Røthe                 | NOR                        | + 1.03,0                   |
| 6                          | Calle Halfvarsson          | SWE                        | + 1.09,5                   |
| 7                          | Aivar Rehemaa              | EST                        | + 1.12,4                   |
| 8                          | Dario Cologna              | SUI                        | + 1.21,1                   |
| 9                          | Axel Teichmann             | GER                        | + 1.25,7                   |
| 10                         | Daniel Richardsson         | SWE                        | + 1.26,8                   |

| Vrouwen 10 km (vrije stijl) | Vrouwen 10 km (vrije stijl) | Vrouwen 10 km (vrije stijl) | Vrouwen 10 km (vrije stijl) |
| #                           | Naam                        | Land                        | Tijd                        |
| --------------------------- | --------------------------- | --------------------------- | --------------------------- |
| Goud                        | Therese Johaug              | NOR                         | 25.23,4                     |
| Zilver                      | Marit Bjørgen               | NOR                         | + 10,2                      |
| Brons                       | Joelia Tsjekaleva           | RUS                         | + 32,7                      |
| 4                           | Miriam Gössner              | GER                         | + 33,2                      |
| 5                           | Elizabeth Stephen           | USA                         | + 41,2                      |
| 6                           | Heidi Weng                  | NOR                         | + 43,2                      |
| 7                           | Charlotte Kalla             | SWE                         | + 45,6                      |
| 8                           | Riitta-Liisa Roponen        | FIN                         | + 49,3                      |
| 9                           | Kristin Størmer Steira      | NOR                         | + 1.01,6                    |
| 10                          | Coraline Hugue              | FRA                         | + 1.02,8                    |

### Skiatlon
| 30 km mannen (klassieke + vrije stijl) | 30 km mannen (klassieke + vrije stijl) | 30 km mannen (klassieke + vrije stijl) | 30 km mannen (klassieke + vrije stijl) |
| #                                      | Naam                                   | Land                                   | Tijd                                   |
| -------------------------------------- | -------------------------------------- | -------------------------------------- | -------------------------------------- |
| Goud                                   | Dario Cologna                          | SUI                                    | 1:13.09,1                              |
| Zilver                                 | Martin Johnsrud Sundby                 | NOR                                    | + 1,8                                  |
| Brons                                  | Sjur Røthe                             | NOR                                    | + 2,0                                  |
| 4                                      | Petter Northug                         | NOR                                    | + 5,2                                  |
| 5                                      | Maksim Vylegsjanin                     | RUS                                    | + 6,1                                  |
| 6                                      | Aleksandr Legkov                       | RUS                                    | + 10,1                                 |
| 7                                      | Calle Halfvarsson                      | SWE                                    | + 11,6                                 |
| 8                                      | Marcus Hellner                         | SWE                                    | + 12,0                                 |
| 9                                      | Tobias Angerer                         | GER                                    | + 12,4                                 |
| 10                                     | Jean-Marc Gaillard                     | FRA                                    | + 12,7                                 |

| 15 km vrouwen (klassieke + vrije stijl) | 15 km vrouwen (klassieke + vrije stijl) | 15 km vrouwen (klassieke + vrije stijl) | 15 km vrouwen (klassieke + vrije stijl) |
| #                                       | Naam                                    | Land                                    | Tijd                                    |
| --------------------------------------- | --------------------------------------- | --------------------------------------- | --------------------------------------- |
| Goud                                    | Marit Bjørgen                           | NOR                                     | 39.04,4                                 |
| Zilver                                  | Therese Johaug                          | NOR                                     | + 3,4                                   |
| Brons                                   | Heidi Weng                              | NOR                                     | + 14,9                                  |
| 4                                       | Kristin Størmer Steira                  | NOR                                     | + 16,3                                  |
| 5                                       | Justyna Kowalczyk                       | POL                                     | + 27,1                                  |
| 6                                       | Charlotte Kalla                         | SWE                                     | + 41,2                                  |
| 7                                       | Joelia Tsjekaleva                       | RUS                                     | + 46,9                                  |
| 8                                       | Krista Lähteenmäki                      | FIN                                     | + 48,8                                  |
| 9                                       | Astrid Jacobsen                         | NOR                                     | + 1.06,5                                |
| 10                                      | Masako Ishida                           | JPN                                     | + 1.07,5                                |

### Massastart
| 50 km mannen (klassieke stijl) | 50 km mannen (klassieke stijl) | 50 km mannen (klassieke stijl) | 50 km mannen (klassieke stijl) |
| #                              | Naam                           | Land                           | Tijd                           |
| ------------------------------ | ------------------------------ | ------------------------------ | ------------------------------ |
| Goud                           | Johan Olsson                   | SWE                            | 2:10.41,4                      |
| Zilver                         | Dario Cologna                  | SUI                            | + 12,9                         |
| Brons                          | Aleksej Poltoranin             | KAZ                            | + 16,8                         |
| 4                              | Aleksandr Legkov               | RUS                            | + 19,5                         |
| 5                              | Eldar Rønning                  | NOR                            | + 20,2                         |
| 6                              | Tord Asle Gjerdalen            | NOR                            | + 32,3                         |
| 7                              | Hannes Dotzler                 | GER                            | + 32,7                         |
| 8                              | Maksim Vylegsjanin             | RUS                            | + 34,6                         |
| 9                              | Jens Filbrich                  | GER                            | + 38,5                         |
| 10                             | Daniel Richardsson             | SWE                            | + 41,3                         |

| 30 km vrouwen (klassieke stijl) | 30 km vrouwen (klassieke stijl) | 30 km vrouwen (klassieke stijl) | 30 km vrouwen (klassieke stijl) |
| #                               | Naam                            | Land                            | Tijd                            |
| ------------------------------- | ------------------------------- | ------------------------------- | ------------------------------- |
| Goud                            | Marit Bjørgen                   | NOR                             | 1:27.19,9                       |
| Zilver                          | Justyna Kowalczyk               | POL                             | + 3,7                           |
| Brons                           | Therese Johaug                  | NOR                             | + 8,7                           |
| 4                               | Heidi Weng                      | NOR                             | + 1.38,3                        |
| 5                               | Nicole Fessel                   | GER                             | + 1.49,0                        |
| 6                               | Anna Haag                       | SWE                             | + 2.05,7                        |
| 7                               | Kerttu Niskanen                 | FIN                             | + 2.12,8                        |
| 8                               | Anne Kyllönen                   | FIN                             | + 2.16,1                        |
| 9                               | Kristin Størmer Steira          | NOR                             | + 2.16,5                        |
| 10                              | Masako Ishida                   | JPN                             | + 2.19,1                        |

### Teamsprint
| Mannen (vrije stijl) | Mannen (vrije stijl)                 | Mannen (vrije stijl) | Mannen (vrije stijl) |
| #                    | Naam                                 | Land                 | Tijd                 |
| -------------------- | ------------------------------------ | -------------------- | -------------------- |
| Goud                 | Aleksej Petoechov Nikita Krjoekov    | RUS                  | 21.30,98             |
| Zilver               | Marcus Hellner Emil Jönsson          | SWE                  | + 0,46               |
| Brons                | Nikolaj Tsjebotko Aleksej Poltoranin | KAZ                  | + 0,73               |
| 4                    | Devon Kershaw Alex Harvey            | CAN                  | + 0,76               |
| 5                    | David Hofer Federico Pellegrino      | ITA                  | + 3,52               |
| 6                    | Jean-Marc Gaillard Maurice Manificat | FRA                  | + 5,33               |
| 7                    | Harald Wurm Bernhard Tritscher       | AUT                  | + 8,38               |
| 8                    | Dušan Kožíšek Aleš Razým             | CZE                  | + 8,44               |
| 9                    | Tim Tscharnke Axel Teichmann         | GER                  | + 9,74               |
| 10                   | Sergej Dolidovitsj Michail Semenov   | BLR                  | + 11,57              |

| Vrouwen (vrije stijl) | Vrouwen (vrije stijl)                           | Vrouwen (vrije stijl) | Vrouwen (vrije stijl) |
| #                     | Naam                                            | Land                  | Tijd                  |
| --------------------- | ----------------------------------------------- | --------------------- | --------------------- |
| Goud                  | Jessica Diggins Kikkan Randall                  | USA                   | 20.24,44              |
| Zilver                | Charlotte Kalla Ida Ingemarsdotter              | SWE                   | + 7,80                |
| Brons                 | Riikka Sarasoja-Lilja Krista Lähteenmäki        | FIN                   | + 10,95               |
| 4                     | Ingvild Flugstad Østberg Maiken Caspersen Falla | NOR                   | + 20,81               |
| 5                     | Marina Piller Ilaria Debertolis                 | ITA                   | + 21,46               |
| 6                     | Katja Visnar Vesna Fabjan                       | SLO                   | + 25,17               |
| 7                     | Natalja Korosteleva Natalja Matvejeva           | RUS                   | + 34,04               |
| 8                     | Hanna Kolb Denise Herrmann                      | GER                   | + 34,11               |
| 9                     | Sylwia Jaskowiec Agnieszka Szymanczak           | POL                   | + 46,05               |
| 10                    | Celia Aymonier Coraline Hugue                   | FRA                   | + 46,57               |

### Estafette
| Mannen 4×10 km (klassieke + vrije stijl) | Mannen 4×10 km (klassieke + vrije stijl)                                 | Mannen 4×10 km (klassieke + vrije stijl) | Mannen 4×10 km (klassieke + vrije stijl) |
| #                                        | Naam                                                                     | Land                                     | Tijd                                     |
| ---------------------------------------- | ------------------------------------------------------------------------ | ---------------------------------------- | ---------------------------------------- |
| Goud                                     | Tord Asle Gjerdalen Eldar Rønning Sjur Røthe Petter Northug              | NOR                                      | 1:41.37,2                                |
| Zilver                                   | Daniel Richardsson Johan Olsson Marcus Hellner Calle Halfvarsson         | SWE                                      | + 1,2                                    |
| Brons                                    | Jevgeni Belov Maksim Vylegsjanin Aleksandr Legkov Sergej Oestjoegov      | RUS                                      | + 2,4                                    |
| 4                                        | Dietmar Nöckler Giorgio Di Centa Roland Clara David Hofer                | ITA                                      | + 2,6                                    |
| 5                                        | Sami Jauhojärvi Ville Nousiainen Lari Lehtonen Matti Heikkinen           | FIN                                      | + 11,7                                   |
| 6                                        | Curdin Perl Dario Cologna Toni Livers Remo Fischer                       | SUI                                      | + 13,0                                   |
| 7                                        | Hannes Dotzler Tobias Angerer Tim Tscharnke Axel Teichmann               | GER                                      | + 45,5                                   |
| 8                                        | Hiroyuki Miyazawa Keishin Yoshida Nobu Naruse Akira Lenting              | JPN                                      | + 54,2                                   |
| 9                                        | Mathias Wibault Maurice Manificat Robin Duvillard Ivan Perrillat Boiteux | FRA                                      | + 55,6                                   |
| 10                                       | Andrew Newell Kris Freeman Noah Hoffman Tad Elliott                      | USA                                      | + 1.01,4                                 |

| Vrouwen 4×5 km (klassieke + vrije stijl) | Vrouwen 4×5 km (klassieke + vrije stijl)                                    | Vrouwen 4×5 km (klassieke + vrije stijl) | Vrouwen 4×5 km (klassieke + vrije stijl) |
| #                                        | Naam                                                                        | Land                                     | Tijd                                     |
| ---------------------------------------- | --------------------------------------------------------------------------- | ---------------------------------------- | ---------------------------------------- |
| Goud                                     | Heidi Weng Therese Johaug Kristin Størmer Steira Marit Bjørgen              | NOR                                      | 1:00.36,5                                |
| Zilver                                   | Ida Ingemarsdotter Emma Wikén Anna Haag Charlotte Kalla                     | SWE                                      | + 26,2                                   |
| Brons                                    | Joelia Ivanova Alja Iksanova Maria Goesjina Joelia Tsjekaleva               | RUS                                      | + 45,8                                   |
| 4                                        | Sadie Bjornsen Kikkan Randall Elizabeth Stephen Jessica Diggins             | USA                                      | + 1.12,4                                 |
| 5                                        | Anne Kyllönen Kerttu Niskanen Riitta-Liisa Roponen Riikka Sarasoja-Lilja    | FIN                                      | + 1.23,8                                 |
| 6                                        | Aurore Jéan Célia Aymonier Anouk Faivre-Picon Coraline Hugue                | FRA                                      | + 1.53,7                                 |
| 7                                        | Nicole Fessel Katrin Zeller Denise Herrmann Miriam Gössner                  | GER                                      | + 2.07,8                                 |
| 8                                        | Lucia Scardoni Virginia de Martin Topranin Debora Agreiter Marina Piller    | ITA                                      | + 2.56,1                                 |
| 9                                        | Kornelia Kubinska Justyna Kowalczyk Paulina Maciuszek Agnieszka Szymańczak  | POL                                      | + 3.35,0                                 |
| 10                                       | Tetyana Antypenko Valentyna Sjevtsjenko Maryna Antsybor Kateryna Grygorenko | UKR                                      | + 3.56,5                                 |

### Medailleklassement
| Plaats | Land             | Goud | Zilver | Brons | Totaal |
| 1      | Noorwegen        | 7    | 4      | 5     | 16     |
| 2      | Rusland          | 2    | 0      | 3     | 5      |
| 3      | Zweden           | 1    | 6      | 0     | 7      |
| 4      | Zwitserland      | 1    | 1      | 0     | 2      |
| 5      | Verenigde Staten | 1    | 0      | 0     | 1      |
| 6      | Polen            | 0    | 1      | 0     | 1      |
| 7      | Kazachstan       | 0    | 0      | 2     | 2      |
| 8      | Canada           | 0    | 0      | 1     | 1      |
| 8      | Finland          | 0    | 0      | 1     | 1      |
| Totaal | Totaal           | 12   | 12     | 12    | 36     |